# Scalable Coherent Interface
SCI (англ. Scalable Coherent Interface, англ. Scalable Coherent Interconnect  в русском переводе часто используется название расширяемый связный интерфейс, РСИ) — специализированный стандарт вычислительной сети 1990-х годов, использовавшаяся для построения кластеров. Стандарт SCI по сравнению с традиционными компьютерными сетями был ориентирован на решение задач, требующих большого количества пересылок коротких сообщений между узлами, так как в таких задачах время задержки (латентность сети) играет решающую роль. Он характеризуется низкими показателями латентности и содержит встроенные средства для обеспечения когерентности памяти вычислительных узлов.

## История
Является развитием программы Futurebus (IEEE 896), начатой в 1987. В 1992 году был принят в качестве стандарта IEEE  1596-1992,  в 2000 — как ISO/IEC 13961:2000.

## Характеристики
- Производители: компания Dolphin, полный аналог этих адаптеров производился в России ОАО «НИЦЭВТ».
- Пропускная способность: физическая скорость передачи — 667 МБ/сек, в зависимости от используемых аппаратных платформ пропускная способность на уровне MPI — от 200 до 325 МБ/сек.
- Время задержки: этот тип коммуникационной среды отличается рекордно низким временем задержки: 2—3 мкс — аппаратное и около 4 мкс — на уровне MPI.
- Топология: кольцо, двух- или трёхмерный тор, а также коммутируемые кольца. В связи с такой топологией при увеличении размеров тора происходит насыщение аппаратной пропускной способности, поэтому нецелесообразно строить кластеры с размером тора больше 6—8 по каждому измерению. Тороидальная топология не требует применения коммутаторов.
- Программное обеспечение: свободное (а именно, распространяемое на условиях лицензии GNU GPL) низкоуровневое ПО от компании Dolphin (драйверы и библиотека SISCI), SCI-MPICH из Аахенского университета, а также коммерческое ПО от Scali.

Ниже приведены наиболее часто используемые типы коммуникаций для суперкомпьютеров:
- Ethernet
- Myrinet
- SCI
- QsNet
- RapidIO
- Infiniband